# Карево (Псковская область)
Карево — деревня в Куньинском районе Псковской области России. Входит в состав Жижицкой волости.

## География
Расположена в 5 км к западу от волостного центра, деревни Жижица, на северо-западном побережье озера Кадосно.

## Население
| 2001 | 2002 | 2010 |
| ---- | ---- | ---- |
| 31   | ↗33  | ↘27  |

Численность населения деревни по оценке на начало 2001 года составляла 31 житель.

## История
В деревне Карево в 1839 году родился русский композитор Модест Мусоргский (в селе Наумово — музей-усадьба композитора).